# Малуша (село)
Вижте пояснителната страница за други значения на Малуша.
Мàлуша е село в Северна България, община Габрово, област Габрово.

## География
Село Малуша се намира на около 8 km юг-югозападно от центъра на град Габрово и около 2 km на изток от язовир Христо Смирненски, изграден на река Паничарка – ляв приток на река Янтра. Селото е разположено в северните подножия на Шипченската планина. Надморската височина в центъра му е около 654 m, преобладаващият наклон е на североизток, накъдето слиза долината на малък поток, извиращ под селото и вливащ се на около километър от него в Козята река, която е десен приток на река Паничарка.
Общински път свързва Малуша със село Стоманеците на юг и с третокласния републикански път III-5006 (Габрово – курортен комплекс Узана).
Село Малуша наброява 60 души към 1934 г., намалява до трима души към 1985 г., а след малко нарастване през следващите години намалява до 6 души (според данните по текущата демографска статистика за населението) към 2019 г.

## История
През 1934 г. дотогавашното село Гърците е преименувано на Гръдците. През 1950 г. село Гръдците е преименувано на Малуша. През 1971 г. село Малуша е закрито и присъединено към Габрово. През 1981 г. селото е отделено от град Габрово и възстановено, без собствено землище.

## Население
Преброяване на населението през 2011 г.
Численост и дял на етническите групи според преброяването на населението през 2011 г.:
|                     | Численост | Дял (в %) |
| Общо                | 5         | 100,00    |
| Българи             | 5         | 100,0     |
| Турци               | 0         | 0,00      |
| Цигани              | 0         | 0,00      |
| Други               | 0         | 0,00      |
| Не се самоопределят | 0         | 0,00      |
| Неотговорили        | 0         | 0,00      |